# Kostel svatého Martina (Třešť)
Kostel svatého Martina se nachází na Fritzově ulici ve městě Třešť. Je to farní kostel římskokatolické farnosti Třešť. Jde o jednolodní gotickou stavbu s románským jádrem a pozdějšími barokními úpravami, kostel má pětiboký závěr a čtyřbokou věž. Kostel stojí uprostřed areálu bývalého hřbitova, areál je ohrazen mohutnou zdí s budovou márnice a s božími muky. Kostel je spolu s božími muky chráněn jako kulturní památka České republiky.

## Historie
Kostel byl postaven ve své původní podobě, tj. kostelní loď a věž postaven snad někdy ve 13. století (první zmínka v roce 1349), samotný kostel v současné podobě byl dokončen v 15. století, v roce 1662 bylo součástí kostela pět oltářů. V roce 1669 a 1698 byl kostel barokně přestavěn, v roce 1698 byla barokně upravena věž a kostelní loď. Při této přestavbě byla také stržena dřevěná zvonice a byla postavena vyzděná věž. Roku 1716 byla postavena boží muka při kostele. Roku 1744 byl instalován hlavní oltář. V roce 1785 byla postavena kazatelna, jejím autorem je Jan Václav Prchal, ten postavil také oltář svatého Kříže v kapli kostela. Někdy kolem roku 1776 byla také postavena kruchta kostela, sakristie na jižní straně kostela a panská oratoř. V roce 1813 byl zrušen hřbitov u kostela.
Kostel byl v roce 1938 rekonstruován a při této rekonstrukci byly objeveny nástěnné malby z 15. století. Zvon svatého Martina byl pořizen v roce 1873, pochází z původního zvonu svatého Josefa, který byl pořízen v roce 1496, ten však byl mnohokrát přelit, mimo jiné v letech 1560, 1722 a 1873. Nový zvon pak byl pořízen ještě v roce 1930, byl zasvěcen svatému Josefovi. V roce 1942 byly rekvírovány tři kostelní zvony, ty prozatím nebyly navráceny – nový zvon byl pořízen v roce 1950. Kostel byl znovu renovován v letech 1985-1989. V této době byla osazena nová okna s vitrážemi od výtvarníka Jana Exnara, které se tematicky váží k vyhlášení mariánského roku papežem Janem Pavlem II. v červnu 1987.